# بحيرة جين
بحيرة جين هي بحيرة في مقاطعة لوزيرن ومقاطعة سوليفان، في ولاية بنسلفانيا، في الولايات المتحدة. تبلغ مساحتها ما يقرب من 245 أكر (99 ها) وتقع في بلدة كولي، مقاطعة سوليفان وبلدة فيرمونت، مقاطعة لوزيرن.
التدفق الرئيسي للبحيرة هو منفذ بحيرة جانوجا. بحيرة جان ضحلة إلى حد ما، ويبلغ متوسط عمقها 5.9 قدم (1.8 م) . إنه في مستجمعات مياه خور الصيد. تشمل التكوينات الصخرية الرئيسية في مستجمعات المياه في البحيرة الحجرية الرملية Burgoon و Mauch Chunk. البحيرة مملوكة من قبل إدارة الحفاظ على الموارد الطبيعية في بنسلفانيا.
كانت بحيرة جين تاريخياً ذات درجة حموضة منخفضة بسبب ضعف الترسب الجوي. أصبحت البحيرة أقل حمضية، لكنها لا تزال تضعف بسبب الزئبق. تبلغ مساحة مستجمعات المياه 1,998 أكر (809 ها) ، بما في ذلك البحيرة نفسها. غالبية مستجمعات المياه هي غابات، على الرغم من وجود عدد قليل من استخدامات الأراضي الأخرى. تم تسمية البحيرة من قبل الكولونيل ر. بروس ريكيتس في عام 1905 . تم إنشاء سد جديد لها في 1950s. في عام 2015، تم تصريف البحيرة جزئيًا حتى يمكن إجراء أعمال الإصلاح في برج التحكم في بحيرة جين دام.
بحيرة جين مليئة بالتراوت وتحتوي على أنواع مختلفة من أسماك الماء الدافئ وسمك البانشو. هناك مساحات كبيرة من الغابات في مستجمع مياه البحيرة، وهناك بعض الغابات الصنوبرية. البحيرة مدرجة في قائمة المناطق الطبيعية في مقاطعة لوزيرن. مميزاتها الرئيسية هي الترفيه وصيد الأسماك وهي واحدة من الوجهات الشائعة لزوار Ricketts Glen State Park ، حيث يقع المنتزه فيها.

## الجغرافية

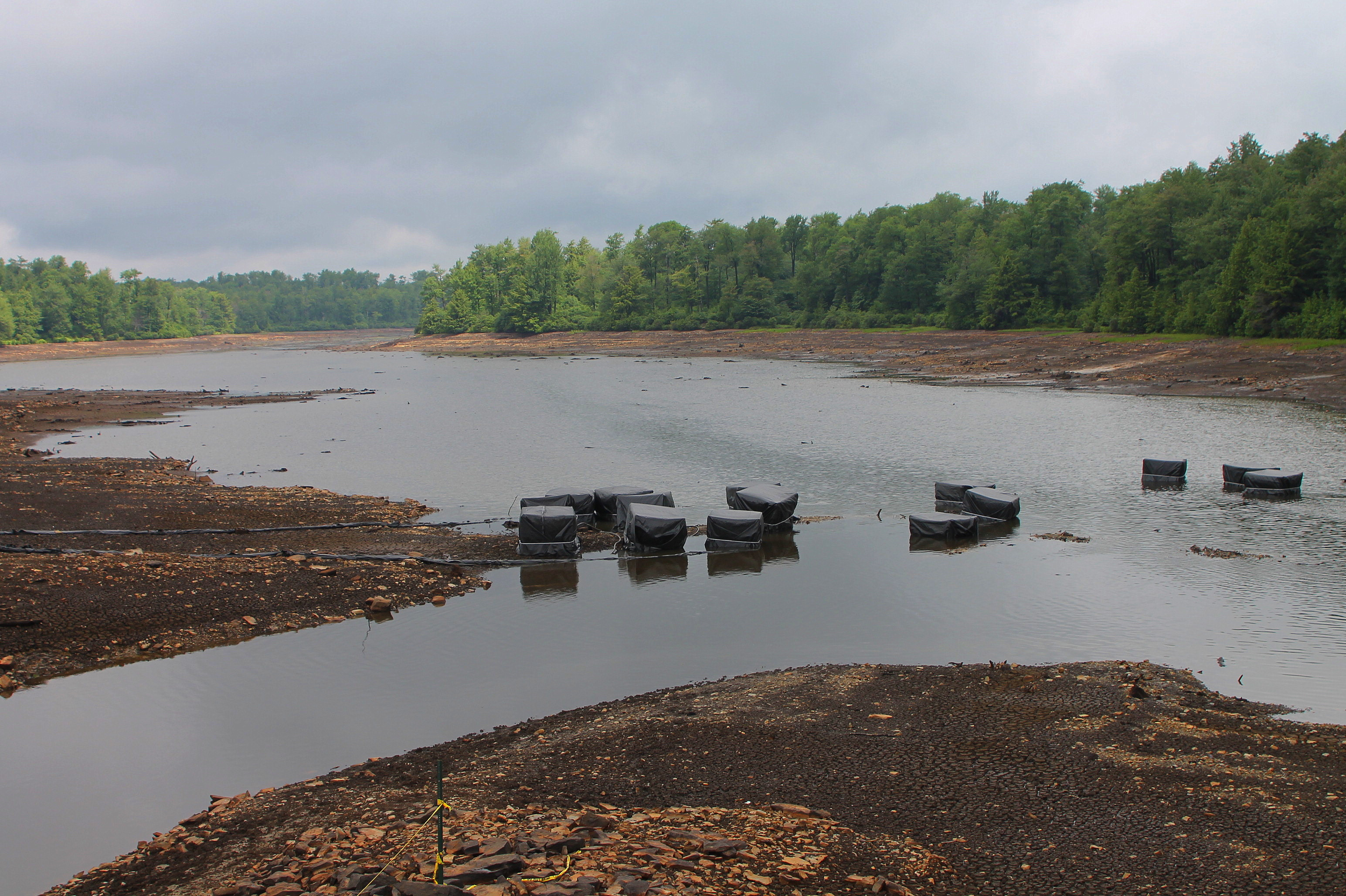
بحيرة جين في يونيو 2015

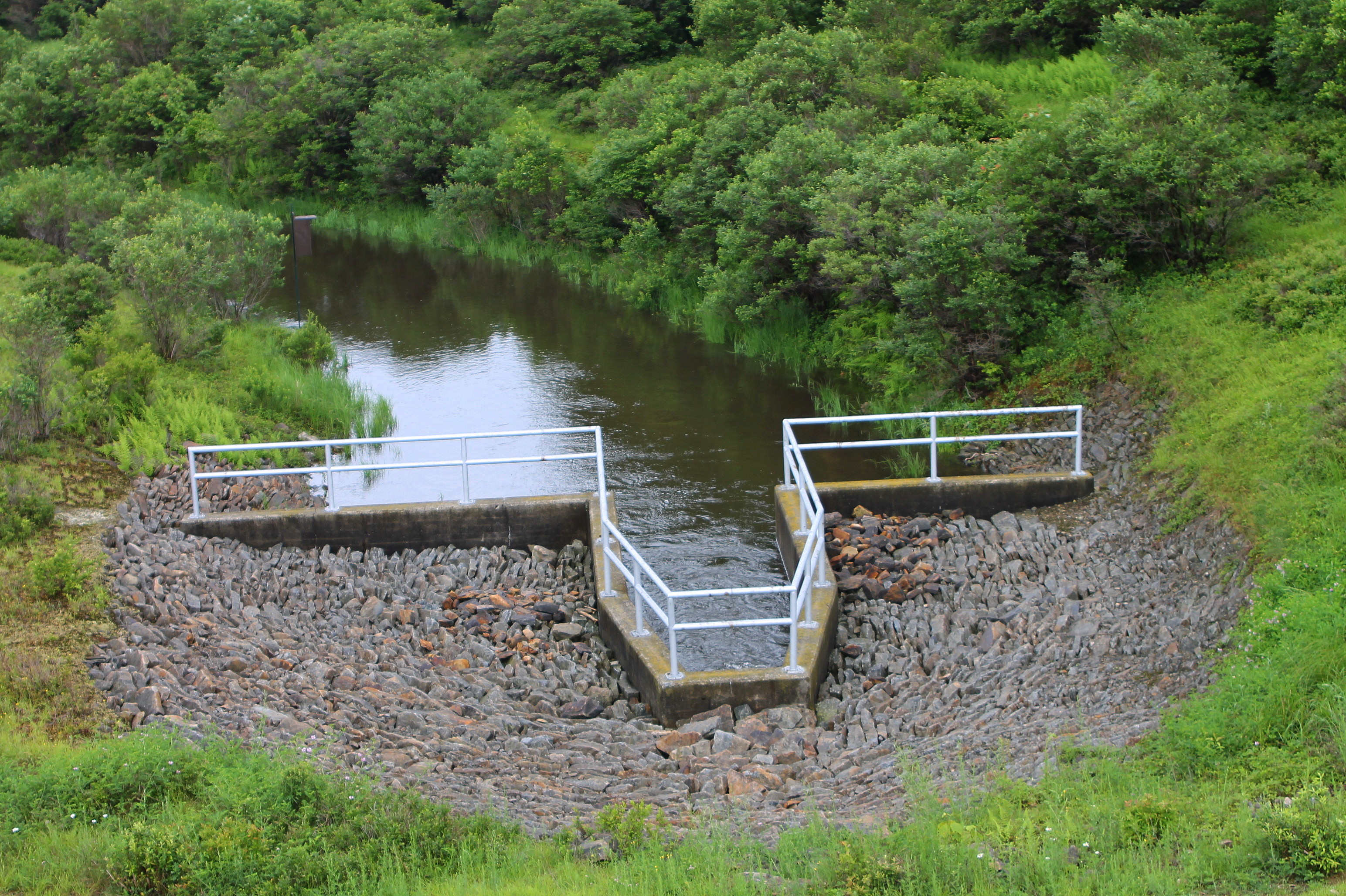
تدفق بحيرة جين

التدفق الرئيسي لبحيرة جين هو أحد روافد كيتشن. وتشمل تدفقاتها تدفقات غير رسمية مثل «بيفر تريبوتاري» و «جانوجا تريبوتاري»، وكذلك الصرف المباشر. يبلغ كل من التدفق الرئيسي للبحيرة وتدفقها الرئيسي حوالي 10 قدم (3.0 م) عرض و 1 إلى 2 قدم (0.30 إلى 0.61 م) عميق. يبلغ ارتفاع البحيرة 2,218 قدم (676 م) فوق مستوى سطح البحر. البحيرة ذات شكل غير منتظم للغاية. يبلغ أقصى طول لها 10,560 قدم (3,220 م) وعرضه الأقصى 1,980 قدم (600 م) .
أكبر تدفق إلى بحيرة جان هو منفذ بحيرة جانوجا، والذي يبلغ 0.4 ميل (0.64 كـم) شمال غرب بحيرة جان. يتدفق الصرف من مساحات من الأراضي الرطبة أيضًا إلى البحيرة. هناك العديد من الخلجان والمداخل على البحيرة، وخاصة على الجانب الغربي، حيث توجد أيضًا بعض الأراضي الرطبة. تحتوي البحيرة أيضًا على عدد قليل من الجزر. ترتفع الأرض المحيطة إلى 90 قدم (27 م) على الأكثر 90 قدم (27 م) فوق البحيرة.
بحيرة جان ضحلة نسبيًا، ويبلغ متوسط عمقها 5.9 قدم (1.8 م) . بعض أعمق أجزاء البحيرة هي فقط من 14 إلى 16 قدم (4.3 إلى 4.9 م) بعمق، على الرغم من أنه يمكن أن يصل إلى 19.5 قدم (5.9 م) في العمق. تبلغ مساحة البحيرة 245 أكر (99 ها) وحجم 486 مليون جالون.
تقع بحيرة جان بالكامل ضمن نطاق المسح الجيولوجي للولايات المتحدة الرباعي في ريد روك. تقع قرية ريد روك على 3 ميل (4.8 كـم) إلى الجنوب من البحيرة. تقع البحيرة داخل منتزه Ricketts Glen العام. يقع في الجزء الشمالي من مستجمعات مياه خور الصيد.
التكوين الصخري الرئيسي في مستجمعات المياه لبحيرة جان هو الحجر الرملي بورغون، الذي يحتوي على الصخرية الرمادية المتداخلة والتكتل والحجر الطيني. ومع ذلك، توجد رقعة صغيرة من تكوين Mauch Chunk في الجزء الشمالي من مستجمعات المياه. التربة الوحيدة في مستجمع المياه هي رابطة ويلسبورو-أوكاغا-موريس. ومع ذلك، فإن رابطة Lackawanna-Arnot-Morris تحدث بالقرب من الحدود الجنوبية الغربية لمستجمعات المياه.
تم سد بحيرة جان بسد بحيرة جان الترابي، الذي 26 قدم (7.9 م) عالية و 780 قدم (240 م) طويل. اعتبارًا من عام 1980، يمكن للسد والسدود الشرقية والغربية أن تتعامل مع 73 بالمائة من الحد الأقصى المحتمل للفيضان دون الانهيار. البحيرة مملوكة لوزارة المحافظة والموارد الطبيعية في بنسلفانيا.
لدى بحيرة جان شاطئ بطول 600 قدم (180 م) . وهو مفتوح من أواخر مايو إلى منتصف سبتمبر.

## الهيدرولوجيا
كانت بحيرة جان حمضية تاريخيا بسبب ترسب الغلاف الجوي. في صيف عام 1991، وجد أن الرقم الهيدروجيني هو 5.8، وهو أقل من الحد الأدنى البالغ 6.0 المطلوب لتحقيق استخداماته المخصصة للحياة المائية. تم إدراج البحيرة ككتلة مائية ضعيفة لهذا السبب في عام 1996. بحلول عام 2007، ارتفع الرقم الهيدروجيني إلى 6.5 إلى 7.4، ضمن معايير بنسلفانيا لدرجة الحموضة. ومع ذلك، لا تزال البحيرة ضعيفة بسبب الزئبق الناتج عن الترسب الجوي.
وقت الاحتفاظ الهيدروليكي للمياه في بحيرة جان هو 0.6 سنة. يبلغ متوسط تصريف تدفق البحيرة 3.6 قدم مكعب في الثانية. في 6 أغسطس 1974، كانت درجة حرارة مياه البحيرة على عمق 3 قدم (0.91 م) كان 20.5 °م (68.9 °ف) . تم قياس عمق Secchi من البحيرة لتكون 69.0 بوصة (175 سـم) في السبعينيات. تراوحت الموصلية النوعية في هذا الوقت من 32 إلى 33 سيمنز صغير في السنتيمتر عند 25 °م (77 °ف) .
الحمل اليومي للحموضة عند تدفق بحيرة جان هو 194.0 رطل (88.0 كـغ) . إجمالي الحمل اليومي الأقصى للحموضة في هذه المرحلة هو 34.2 رطل (15.5 كـغ) . تتطلب تدفقات البحيرة المتنوعة انخفاضًا بنسبة 87 إلى 97 في المائة لتلبية إجمالي متطلبات الحمل القصوى اليومية. في السبعينيات، كان قياسين لصلابة المياه في البحيرة 5 و 8 ملليغرام لكل لتر.
في السبعينيات، تراوحت قياسين لتركيز أيونات الهيدروجين في بحيرة جان من 0.00020 إلى 0.00160 ملليغرام لكل لتر. كان تركيز الأكسجين المذاب 9.5 ملليغرام لكل لتر وتراوح تركيز ثاني أكسيد الكربون من 0.6 إلى 5.1 ملليغرام لكل لتر. كان تركيز الكربون العضوي 2.3 ملليغرام للتر. كان تركيز البيكربونات 2 ملليجرام لكل لتر في قياسين. كان تركيز النيتروجين 0.33 ملليجرام لكل لتر في قياس واحد وتراوح تركيز النيتروجين العضوي من 0.13 إلى 0.37 ملليجرام لكل لتر. تراوح تركيز الفوسفور من 0.010 إلى 0.020 ملليغرام للتر الواحد وكان تركيز الفوسفات 0.031 ملليغرام للتر. تراوح تركيز الكبريتات من 2.5 إلى 7.2 ملليغرام لكل لتر. تم قياس تركيز الفلوريد مرتين ليكون 0.10 ملليغرام للتر الواحد وتراوحت تركيزات الكلوريد بين 4.0 و 6.4 ملليغرام للتر. تراوح تركيز السيليكا بين 0 و 0.1 ملليغرام لكل لتر.
في السبعينيات، تراوح قياسان لتركيز الصوديوم في المياه المفلترة لبحيرة جان من 1.10 إلى 3.50 مليغرام لكل لتر. تم قياس تركيز البوتاسيوم مرتين ليكون 0.60 ملليغرام لكل لتر. تراوح تركيز المغنيسيوم بين 0.40 و 0.60 ملليغرام لكل لتر، وتركيز الكالسيوم يتراوح بين 1.00 و 2.40 ملليغرام لكل لتر. لوحظت كميات قابلة للكشف من النيكل والكادميوم في البحيرة، ولكن لم يتم الكشف عن أي الكروم أو النحاس. وكانت تركيزات الكوبالت والرصاص أقل من 2 ميكروجرام لكل لتر. تم قياس تركيز الزنك مرة واحدة ليكون 20 ميكروجرام لكل لتر. تراوح تركيز الحديد من كمية يمكن اكتشافها إلى 240 ميكروغرام لكل لتر وتراوحت تركيز المنغنيز بين كمية يمكن اكتشافها و 70 ملليغرام لكل لتر.

## مستجمعات المياه
تبلغ مساحة مستجمع مياه بحيرة جان 1,998 أكر (809 ها) (بما في ذلك البحيرة نفسها) ويقع في مقاطعة سوليفان الشرقية ومقاطعة لوزيرن الغربية. خصم البحيرة، تبلغ مساحة مستجمعات المياه 1,745 أكر (706 ها) . يمر طريق بنسلفانيا 487 عبر مستجمع مياه البحيرة في اتجاه الشمال والجنوب.
خصم بحيرة جان نفسها، ما مجموعه 1,414 أكر (572 ها) (81.0 في المائة) من مستجمعات المياه هي أراضي حرجية. 220 أكر (89 ها) (12.6 في المائة) من مستجمع المياه يحتوي على حقول و 82 أكر (33 ها) (4.7 في المائة) يتكون من بحيرات أخرى. 29 أكر (12 ها) المتبقية 29 أكر (12 ها) (1.7 في المائة) يتكون من الأراضي الرطبة.

## التاريخ وعلم الاصول

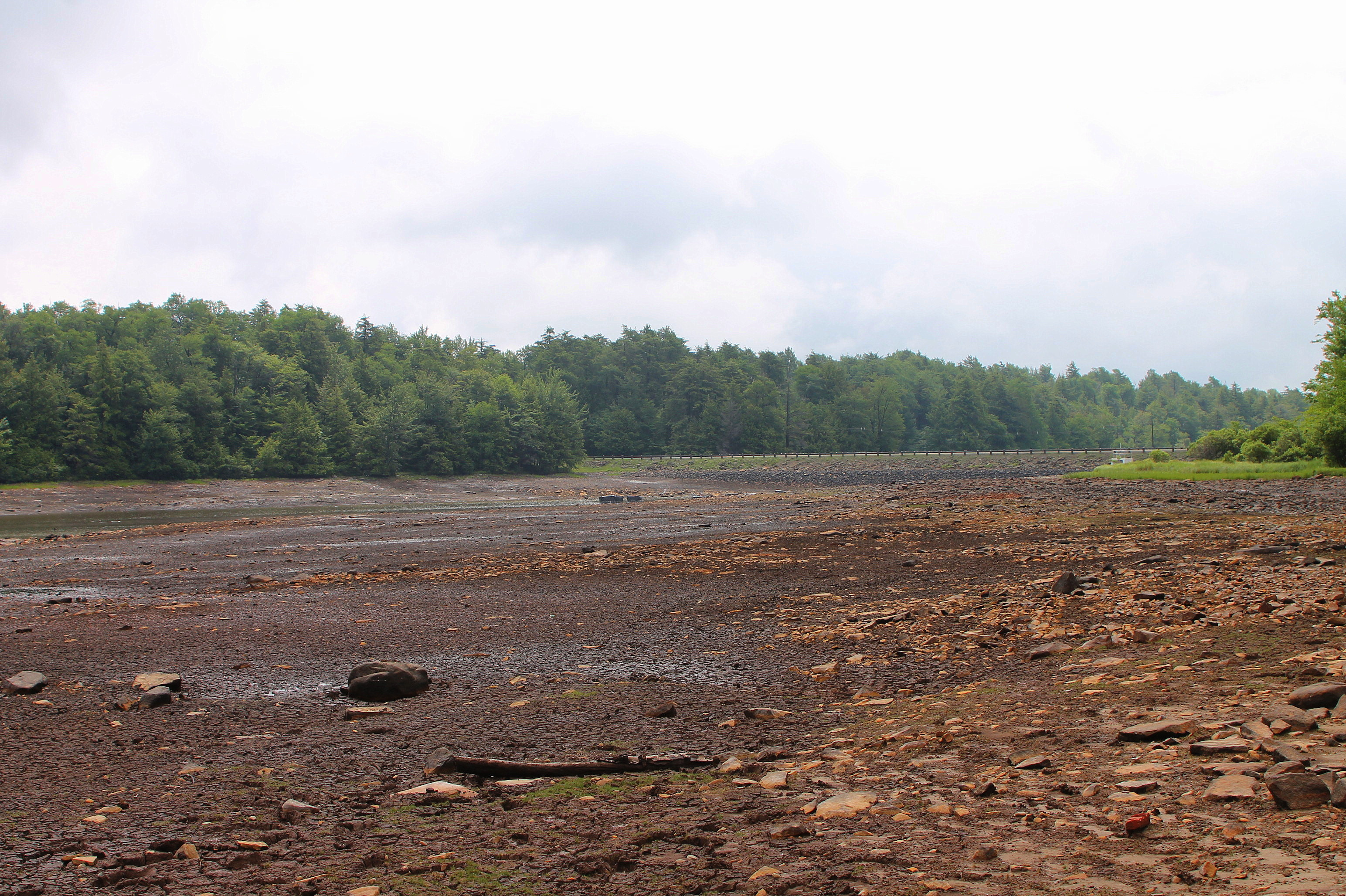
بحيرة جان المستنزفة جزئيا

تم إدخال بحيرة جان في نظام معلومات الأسماء الجغرافية في 2 أغسطس 1979. معرفه في نظام معلومات الأسماء الجغرافية هو 1177996. سميت البحيرة على اسم الابنة الأولى للعقيد ر. بروس ريكيتس، وهو مالك أرض من القرن التاسع عشر / القرن العشرين. سميت ريكيتس البحيرة باسم جان هولبيرتون ريكيتس عام 1905. تم إنشاء البحيرة في البداية لغرض نقل جذوع الأشجار الكبيرة في صناعة قطع الأخشاب بروس ريكيتس. ومع ذلك، كانت البحيرة الطبيعية في الأصل في هذا الموقع. كانت القوارب وصيد الأسماك تتم في البحيرة في وقت مبكر من أوائل القرن العشرين.
في عام 1958، أعلنت هيئة أسماك بنسلفانيا أن بحيرة جان غير مناسبة للصيد، حيث كان عدد الأسماك فيها غير متوازن. كان الصيد في البحيرة ممنوعًا حتى عام 1961، حيث جرت محاولات لاستعادة البحيرة كيميائيًا. أضافت إدارة الموارد البيئية في بنسلفانيا 106 أطنان من غبار الأسمنت إلى سطح البحيرة المتجمدة في شتاء عام 1959 لهذا الغرض.
في عام 1995، بدأت إدارة الحفاظ على الموارد الطبيعية في بنسلفانيا بإضافة الجير إلى بحيرة جان لمكافحة حموضتها. تمت إضافة الجير نصف سنوي (في الربيع والخريف) لعدد من السنوات، مع إضافة 19 طنًا في السنة عادةً.
تم بناء بحيرة جان دام في الخمسينيات من قبل قسم الغابات والمياه القديم. كان السد ترابيًا واستبدل سدًا قديمًا. جمعت هذه العملية Mud Pond مع ما كان حينها بحيرة جان لإنشاء 245 أكر (99 ها) بحيرة موجودة حاليا. بينما تم الحفاظ عليها، تدهورت أجزاء مختلفة. في يونيو 2015، سيتم تصريف البحيرة بالكامل لإصلاح برج التحكم في السد. سيستغرق الأمر حوالي أسبوعين لتصريف البحيرة، على الرغم من استمرار تدفق المياه عبر أعمق أجزائها. في عام 2015، كان من المتوقع أن يكلف المشروع 800,000 دولار. أعيد فتح بحيرة جان في مايو 2016.

## البيولوجيا
تم إدراج Leak Jean في قائمة المناطق الطبيعية في مقاطعة لوزيرن.
لعبة السمك في المياه الدافئة و panfish تسكن بحيرة جان. تشمل الأسماك المحددة في البحيرة سمك السلمون المرقط، سمالموث باس، باس ارجموث، الكرابي، البلوجيل، البيكيلر. بالإضافة إلى ذلك، لوحظ وجود بذور القرع والجثم الأصفر داخل البحيرة. مخزنة مع سمك السلمون المرقط.
تاريخيا، كان لدى بحيرة جان مستوى منخفض من التنوع البيولوجي للأسماك بسبب حموضتها. في عام 1985، لوحظت سبعة أنواع في البحيرة. ومع ذلك، في عام 1997، تمت ملاحظة أحد عشر نوعًا، وفي عام 2007، تمت ملاحظة اثني عشر نوعًا. كما يُلاحظ أحيانًا الإوز الكندي في البحيرة. وقد لوحظ ما لا يقل عن 30 فردا من الأنواع اللافقارية المثيرة للقلق على شاطئ البحيرة. وقد لوحظ وجود أنواع مثل Aeshna clepsydra و Carterocephalus palaemon mandan في جوارها.
كانت بحيرة جين تعاني من الإصابة بغرس المثانة. في أقسى نقطة، كان على موظفي إدارة الحفظ والموارد الطبيعية في بنسلفانيا أن يقطعوا نبتة المثانة قبالة شواطئ البحيرة بشكل يومي. ومع ذلك، فقد انخفض عدد عشبة المثانة منذ أن أصبحت البحيرة أقل حمضية، وزاد التنوع البيولوجي للنباتات في البحيرة. معظم الغابات في مستجمعات المياه في البحيرة هي غابات نفضية. ومع ذلك، توجد بعض مناطق الغابات الصنوبرية، خاصة في الجزء الغربي لمستجمعات المياه. كما تعيش البحيرة المائية الصغيرة وأبو الهول جورديوس في البحيرة.
تصطف شواطئ بحيرة جان مع غابات الأخشاب الصلبة والشوكران وأشجار الصنوبر والأرصفة. في وقت مبكر من أوائل القرن العشرين، كانت جميع الأراضي الحرجية تقريبًا في مستجمعات المياه عبارة عن غابة تنمو ثانية.

## الترفيه

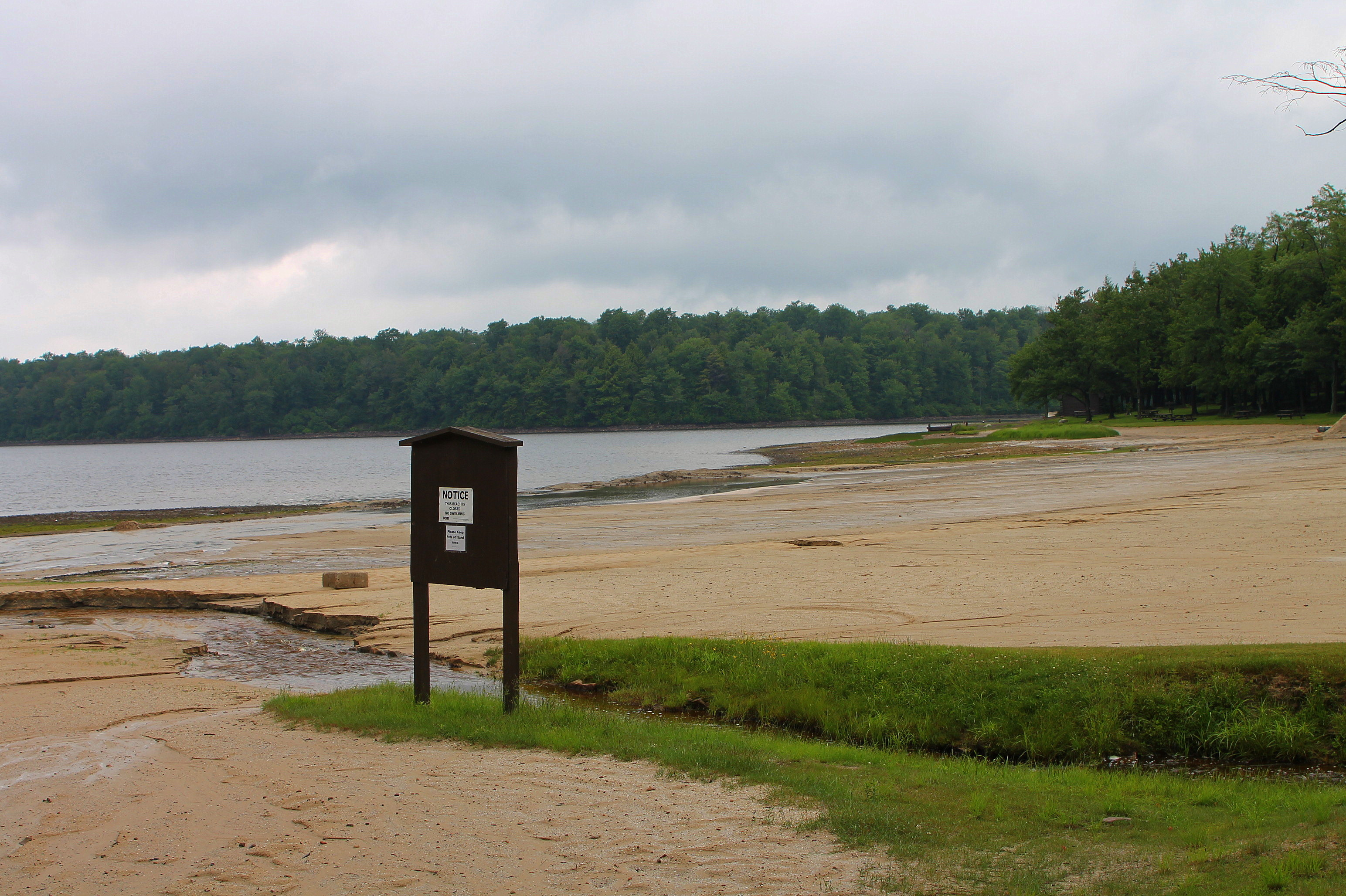
الشاطئ في بحيرة جان

تستخدم بحيرة جان بشكل رئيسي للاستجمام وصيد الأسماك.
وفقًا لتايمز ليدر ، فإن معظم الزوار البالغ عددهم 330.000 زائر سنويًا لحديقة ريكيتس جلين ستيت بارك يزورون بحيرة جان. في عام 2014، رفعت هيئة الأسماك والقوارب في بنسلفانيا مؤقتًا قيود الصيد في بحيرة جان استعدادًا لتجفيف البحيرة. يسمح بالصيد على الجليد في البحيرة في فصل الشتاء. هناك أيضًا إطلاقان للقوارب على البحيرة. يُسمح باستخدام كل من الزوارق ذات المحركات الكهربائية والقوارب التي لا تعمل بالطاقة. هناك مرافق نزهة على طول بحيرة جان.
يصف كتاب Jeff Mitchell Paddling Pennsylvania: Canoeing and Kayaking the Keystone State's Rivers and Lakes يصف بحيرة جان بأنها «معروفة بجمالها» و «واحدة من أفضل البحيرات للتجديف في ولاية بنسلفانيا».
يمتد طريق الشاطئ الذي يبلغ طوله 0.8 ميل في Ricketts Glen State Park على طول بحيرة جان. هناك عشرة كبائن حديثة بالقرب من البحيرة.